# Castell de Monzón de Campos

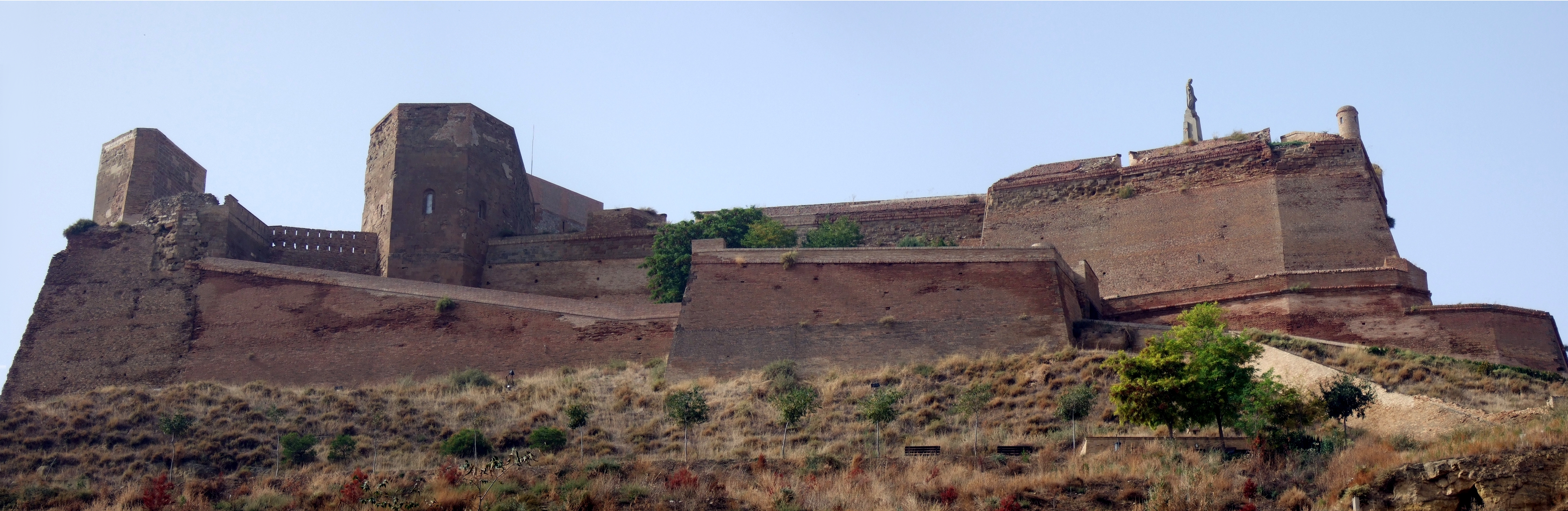
Vista del castell

El Castell de Monzón de Campos està situat en aquesta mateixa localitat, a la província província de Palència.
Es tracta d'un castell-fortalesa d'origen àrab (segle x). La població de Monzón de Campos va ser conquistada el 1089 per Sancho Ramírez. El 1143 el castell passà a ser de l'orde del Temple i es van afegir les muralles, torres, cavalleries, receftori i els dormitoris. El 1309 el castell va ser assetjat per les tropes de Jaume II d'Aragó.
Durant la Guerra de la Independència espanyola el castell va ser ocupat per les tropes franceses del mariscal Suchet. S'alliberà el 1814 per l'exèrcit espanyol.
El seu aspecte exterior definitiu és del segle xviii i actualment el trobem parcialment restaurat. Declarat com a Monument Nacional.